# Brunonides
Les Brunonides (ou Brunoniens ; en allemand : Brunonen ; en latin : Brunones, nom dérivé de l'ancêtre présumé Bruno de Saxe) sont une famille noble de Saxe qui aux Xe et XIe siècles détenait des domaines en Ostphalie (autour de Brunswick) et en Frise.

## Origine
Les Brunonides revendiquaient être les descendants de Bruno († 880), fils ainé du duc Liudolf de Saxe, ce qui faisait d'eux la lignée ainée des Liudolfingiens à laquelle appartenait également les empereurs ottoniens. Ce lien de parenté est considéré comme envisageable dans la mesure où les noms Bruno et Liudolf sont également portés par les Brunonides, et que leurs domaines se trouvent dans la même région que ceux des premiers Liudolfides. Les contemporains semblent avoir considéré les Brunonides comme une lignée masculine parente de souverains ottoniens comme le démontre la candidature au titre de roi des Romains de Bruno Ier, comte de Brunswick, après la mort de l'empereur Otton III en 1002. Cependant rien ne prouve que les Brunonides étaient des parents des Liudolfinges, car l'on ne sait rien des enfants de Bruno qui tomba sur le champ de bataille contre les Normands.

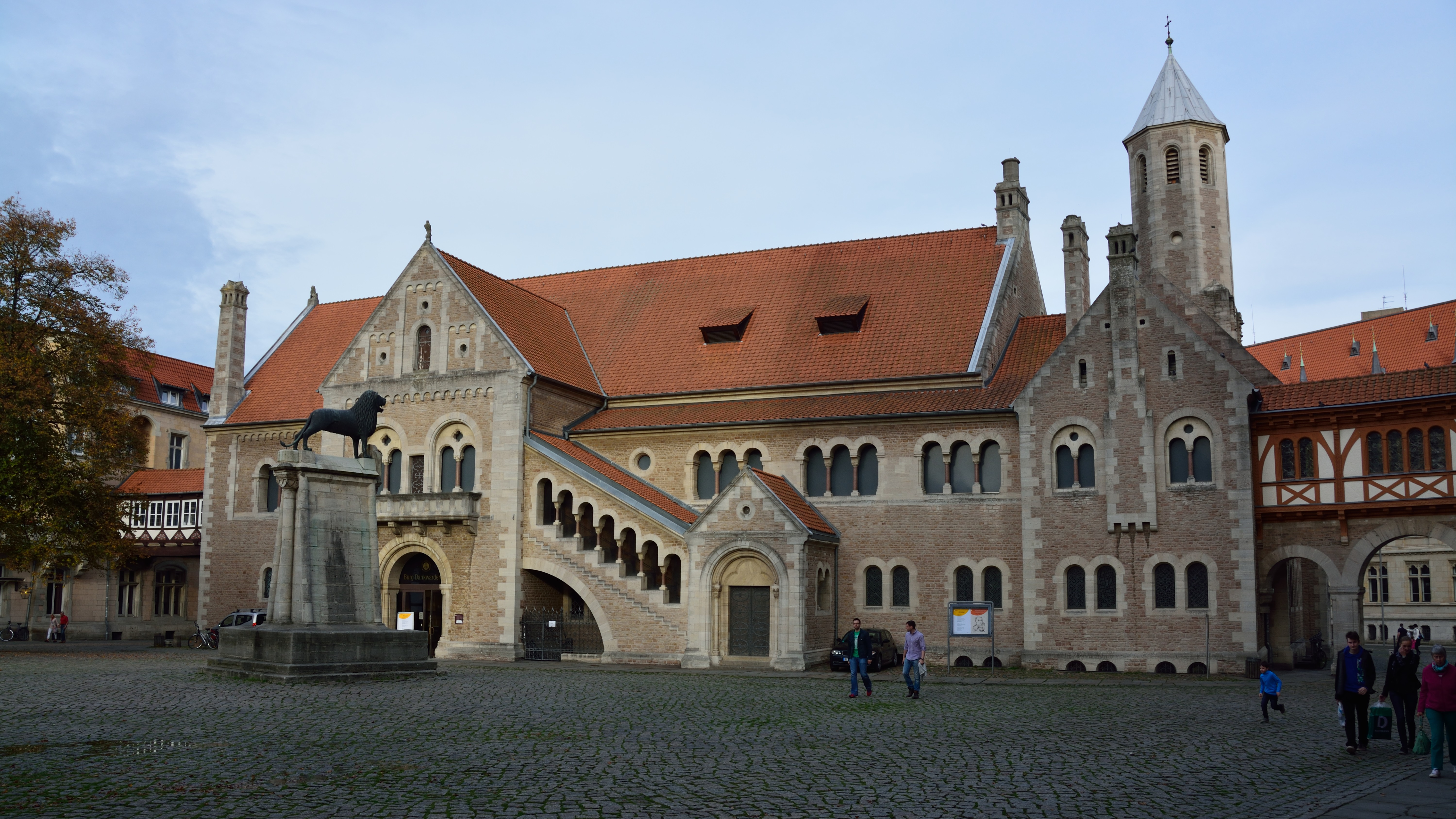
Le château de Dankwarderode à Brunswick.

Les plus anciens domaines des Brunonides étaient localisés dans le Derlingau en Ostphalie, à partir desquels ils étendent leur aire d'influence sur les contrées voisines. La cité de Brunswick, située dans l'ouest du Derlingau, devient le centre du comté au IXe ou Xe siècle ; selon les légendes, Bruneswiek dont le nom signifie littéralement « la cité de Brun » fut fondée par un Brunonide nommé « Bruno » sans que l'on sache lequel. Leur comté est ensuite connu comme le comté de Brunswick. Le plus ancien Brunonide (en allemand : Brunoner) connu est le comte Liudolf, mentionné en 942. Le premier membre certain de la famille est Bruno Ier, comte de Brunswick, attesté à partir de 991. Il tente sans succès de succéder à Otton III, empereur du Saint-Empire, en 1002 lors de l'élection du roi des Romains. En 1067, son petit-fils Egbert reçoit le margraviat de Misnie en fief du roi Henri IV. Son fils, le margrave Egbert II, s'oppose au même souverain et perd ses droits sur la Misnie et la Frise.
La mort d'Egbert II de Misnie marque la fin de la lignée des Brunonides. La sœur d'Egbert II, Gertrude de Brunswick, a une fille avec son second époux, Henri le Gros, Margrave de Frise de la maison de Northeim. Cette fille, Richenza de Nordheim († 1141) épouse Lothaire de Supplinbourg, duc de Saxe qui devient empereur. Leur fille Gertrude († 1143) épouse à son tour  Henri le Fier duc de Saxe et duc de Bavière, un membre de la maison des Welfs. Par ce biais la lignée des Welfs hérite les domaines des Brunonides autour de Brunswick, qu'ils contrôlent jusqu'au XXe siècle.

## Généalogie
1. Bruno Ier de Brunswick († 1015/16), comte dans le Derlingau en Saxe, épouse Gisèle (né vers 990 ; † 15 février 1043 à Goslar), fille du duc Hermann II de Souabe issue de la dynastie des Conradiens ; veuve, elle épouse en 1016/17 Conrad II le Salique († 1039) élu roi des Romains en 1024
  1. Liudolf († 23 avril 1038), comte dans le Derlingau et margrave de Frise, épouse Gertrude († 1077), sans doute une fille du comte Hugues IV de Nordgau issue de la dynastie des Étichonides
    1. Bruno II (né vers 1024 ; † 26 juin 1057), margrave de Frise
    2. Egbert Ier (né vers 1036 ; † 11 janvier 1068), margrave de Misnie, épouse Ermengarde (née vers 1020 ; † janvier 1078), fille d'Oldéric-Manfred II d'Oriate, margrave de Turin et de Suse, issue de la famille Ardouin
      1. Egbert II (né vers 1060 ; † 3 juillet 1090), margrave de Misnie, épouse Oda  († 1111), fille du comte Othon de Weimar
      2. Gertrude (née vers 1060 ; † 9 décembre 1117), épouse Dietrich de Katlenburg († 1085) puis Henri de Nordheim († 1101), margrave de Frise, enfin Henri Ier († 1103), margrave de Lusace et de Misnie issu de la maison de Wettin

    3. Mathilde (née vers 1024 ; † 1044), épouse Henri Ier, roi des Francs.

## Sources
- (en) Cet article est partiellement ou en totalité issu de l’article de Wikipédia en anglais intitulé « Brunonids » (voir la liste des auteurs), édition du 26 mai 2014.
- Anthony Stokvis, Manuel d'histoire, de généalogie et de chronologie de tous les États du globe, depuis les temps les plus reculés jusqu'à nos jours, préf. H. F. Wijnman, éditions Brill Leyde, 1890-1893, réédition 1966, Volume III, chapitre VIII: Margraves de Thuringe, Misnie et Lusace: « Maison des Brunons » et tableau généalogique.
- (de) Freytag, Hans-Joachim, « Brunonen. », dans Neue Deutsche Biographie (NDB), vol. 2, Berlin, Duncker & Humblot, 1955, p. 684–685 (original numérisé).
- (de) Tania Brüsch, Die Brunonen, ihre Grafschaften und die sächsische Geschichte: Herrschaftsbildung und Adelsbewußtsein im 11. Jahrhundert [The Brunonids, their Counties and the History of Saxony: Development of Power and the Consciousness of Nobility during the 11th Century], Husum, Matthiesen, 2000, 346 p. (ISBN 3-7868-1459-7)